# Alfons Par i Tusquets
Alfons Par i Tusquets (Barcelona, 7 de juliol de 1879 - ibídem, 26 d'agost de 1936), també firmava les obres com a Anfós Par, fou un filòleg i crític literari català.

## Biografia
Va néixer al carrer Copons de Barcelona, en el si d'una família burgesa catalana dedicada a la indústria tèxtil del cotó, en la qual també ell va treballar. El seu pare, Ildefons Par i Pérez, va ser jurista i regidor de l'ajuntament de Barcelona, el seu germà gran, Joan Par i Tusquets (1868-1937), casat amb Ramona Torent Garrigolas, va continuar la tradició cotonera familiar, i el seu germà petit, Ramon Par i Tusquets va ser president de la Cambra de Comerç de Barcelona. La seva mare fou Dolors Tusquets i Maignon, germana del pintor Ramon Tusquets i Maignon. Alfons va ser inscrit amb els noms d'Ildefons Josep Fermí.
Alfons Par va ser un apassionat de l'obra teatral escrita per Richard Wagner i per William Shakespeare, i va dedicar-hi molts estudis i també molts esforços a divulgar-les. Va ser membre fundador de l'Associació Wagneriana el 1901, i el seu president des de 1906 fins a 1936. Era un destacat catalanista, fervent admirador de Ramon Llull, tot i que s'oposà a la reforma ortogràfica de Pompeu Fabra, de manera que Par va col·laborar amb un altre catalanista oposat a Fabra, mossèn Antoni Maria Alcover.
Va ser també president del Centre Cotoner de Barcelona, del Foment de Pietat Catalana, secretari del Centre Excursionista de Catalunya fins al 1904, tresorer del Centre de Foment de Pietat i secretari i tresorer de l'Acadèmia de Bones Lletres de 1924 a 1934. Fou regidor de l'ajuntament de Barcelona el 1923 i 1924 i defensà el projecte de soterrament del Ferrocarril de Sarrià a Barcelona. Per haver estat president del Centre Cotoner fou afusellat per milicians l'agost de 1936 a la carretera de la Rabassada. El seu nom va figurar durant la postguerra en una placa als «caídos por Dios y por España» a Cerdanyola del Vallès.
El seu fill Carles Par i Balcells va morir el 1937 lluitant en la guerra civil espanyola en les files de l'exèrcit revoltat.

## Obres
- Vida de Guillem Shakespeare (1916)
- Lo rey Lear (traducció comentada, 1912)
- Contribución a la bibliografía española de Shakespeare (1930)
- Shakespeare en la literatura española (1935)[8]
- Sintaxi catalana segons los escrits en prosa de Bernat Metge (1923)
- Notes lingüístiques y d'estil sobre les inscripcions y cartes de Catalunya anteriors al segle XIV (1931)
- Curial e Güelfa: Notes lingüístiques y d'estil (1928)
- Acotacions lingüístiques y d'estil a clàssics menors catalans (1931)
- Examen de consciència catalanista (1933)